# Snejnogorsk
Snejnogorsk (Russo: Снежногорск) ou Snezhnogorsk, é uma cidade fechada localizada no Oblast de Murmansque, Rússia. Em 2010 a população da cidade era de 12.683 habitantes.

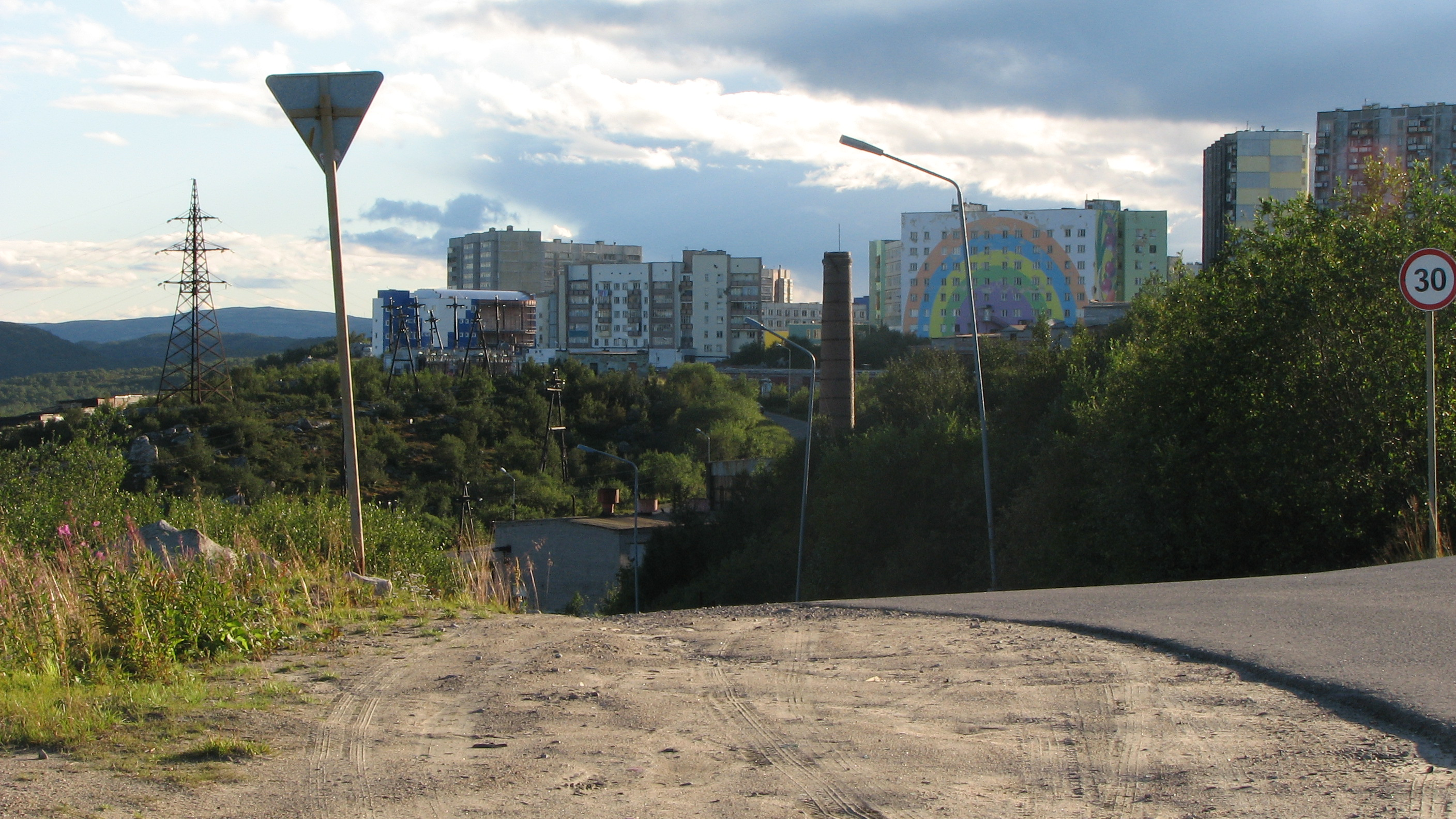
A casa arco-iris em Snejnogorsk.